# 平島真一
平島 真一（ひらしま しんいち、1947年7月31日‐）は、日本の経済学者。元専修大学教授。専門分野は国際金融論、外国為替論、国際経済論。
学生時代である1960年代末には国際通貨問題が最大の興味となっていたため、神戸大学則武保夫教授に師事。経済学部卒業後、東京銀行（「外国為替銀行法」に基づく外国為替専門銀行）に入行、調査部を中心に経済学者として勤務。1996年専修大学教授に転職。2008年退職。

## 経歴
- 1947年　長崎県佐世保市生まれ
- 1966年　長崎県立長崎東高等学校卒業
- 1971年　神戸大学経済学部（則武保夫ゼミ）卒業、東京銀行入行
- 1980年　青山学院大学大学院経済学研究科（修士課程）修了
- 1996年　東京銀行退職、専修大学経済学部教授
- 2001年　神戸大学へ国内研究員（1年間）
- 2008年　専修大学教授を退職

## 業績
- ユニークな理論・主張としては、先物ディスカウント・バイアスの正確な説明、対ドルにおける長期円高傾向説、バブル発生における独自な見解、単純な資本自由化の問題点、銀行業規制・監督の最初の取りまとめ等々がある。

## 主要著作

### 共著
- 竹内一郎・原信編『国際金融市場』、有斐閣、1988年
- 竹内一郎監修・荒木勇他編『国際金融・資本市場』、有斐閣、1988年
- 編集委員代表館龍一郎『金融辞典』、東洋経済新報社、1994年
- 東京銀行企業部産業調査室編著『現代経済分析の実務』、税務研究会出版局、1994年
- 東京銀行調査部著『国際収支の経済学』、有斐閣、1994年
- 加野忠・砂村賢・湯野勉編著『マネーマーケットの大潮流』、東洋経済新報社、1999年
- 平島真一編『現代外国為替論』、有斐閣、2004年

### 翻訳
- ジョン・ブレンダー、ポール・ウォーレス著『シティ革命』、東京銀行ロンドン支店訳、東銀リサーチインターナショナル、1987年
- ポール・デ・グラウウェ著『国際通貨――外国為替レートと為替相場制度の理論と実際』、寿崎雅夫・平島真一監訳、東洋経済新報社、2001年

### 論文
- 「我が国における変動相場制の経験」、『東京銀行月報』、第35巻第8号、東京銀行、1983年
- （Maria Wallaceと共同執筆）‘Recent Trends in British Financial Institutions’、『東京銀行月報』、第38巻第2号、1986年
- 「為替相場水準切上げに対するわが国企業の戦略的対応」、『東京銀行月報』、第43巻第3号、東京銀行、1991年
- 「欧州金融市場の将来展望」、『東京銀行月報』、第43巻第7号、東京銀行、1991年
- 「米銀の大型合併の意味するもの」、『財経詳報』、平成3年9月10日号、財経詳報社、1991年
- ‘Japan's Trade Finance’,  Trends in World Economy,  No.69,  Hungarian Scientific Council for World Economy,  1991.
- 「ハンガリーの金融制度改革」、『東京銀行月報』、第43巻第10号、東京銀行、1991年
- 「アメリカの金融制度改革」、『東京銀行月報』、第44巻第5号、東京銀行、1992年
- 「イギリスの金融政策」、『東京銀行月報』、第44巻第11号、東京銀行、1992年
- 「国際的銀行業規制・監督の進展」、『東京銀行月報』、第45巻第3号、東京銀行、1993年
- 「欧州金融市場の現状と展望」、『東京銀行月報』、第45巻第10号、東京銀行、1993年
- （秦忠夫と共同執筆）「ブレトンウッズ協定50年」、『東銀経済四季報』、通巻第2号、東京銀行、1994年
- （岩崎祐子・萩原陽子・村上美智子と共同執筆）「日本から東アジアへの資金フローの変化」、『東銀経済四季報』、通巻第4号、東京銀行、1995年
- （中川洋一、萩原陽子と共同執筆）「東京金融市場とアジア主要金融市場の相互補完的発展」、『東銀経済四季報』、通巻第8号、東京銀行、1996年
- 「ＥＣ主要国の金融資本市場の現状」、『単一通貨ユーロが国際通貨体制、金融・資本市場のもたらす影響』、財団法人国際通貨研究所、1998年
- 「ユーロ導入が欧州金融・資本市場に与える影響」、『専修経済学論集』、第33巻第2号、専修大学経済学会、1998年
- 「アジア通貨危機の本質と国際金融システム改革」、『専修経済学論集』、第34巻第2巻、専修大学経済学会、1999年
- 「アジア通貨危機後の国際金融アーキテクチャー強化の動き」、『専修経済学論集』、第37巻第1号、専修大学経済学会、2002年
（神戸大学金融研究会・第368回・2001年12月15日にて発表した内容を論文にまとめたもの）